# Charops striatus
Charops striatus là một loài tò vò trong họ Ichneumonidae.